# Paul Day (Musiker)
Paul Mario Day (* 19. April 1956 in Whitechapel, London; † 29. Juli 2025 in Australien) war ein britischer Sänger. Er war als Gründungsmitglied von Iron Maiden von 1975 bis 1976 deren erster Leadsänger und hatte auch Engagements bei weiteren Bands, u. a. bei The Sweet.

## Iron Maiden
Paul Day war Gründungsmitglied von Iron Maiden und von 1975 bis 1976 deren erster Leadsänger. Auf der Iron-Maiden-DVD The Early Days wird erwähnt, dass er wegen mangelnder Bühnenpräsenz entlassen wurde. Er wurde durch Dennis Wilcock ersetzt. In einem später geführten Interview beanspruchte Day eine Mitautorenschaft an dem Song Strange World.
Nach 42 Jahren trafen sich im Dezember 2017 die Mitglieder der Urbesetzung von Iron Maiden in London, neben Day der Bassist Steve Harris und die Gitarristen Dave Sullivan sowie Terry Rance. Lediglich der damalige Drummer Ron Matthews fehlte bei dem Treffen.

## Zusammenarbeit mit anderen Bands
Nach seiner Trennung von Iron Maiden war er in verschiedenen Gruppen aktiv, wobei sein Stil dem New Wave of British Heavy Metal (NWOBHM) treu blieb. Die 1979 gegründete Band More, die 1981 auch auf dem Donington Monsters of Rock Festival spielte, erhielt mit Paul Day als Leadsänger und dem Ex-Gitarristen von Iron Maiden Paul Todd die erste stabile Besetzung. Der ehemalige Def-Leppard-Drummer Frank Noon soll auch zu dieser Besetzung gehört haben (auch Frank Darch wird als Drummer für diese Zeit erwähnt). 1983 und 1984 war er der Leadsänger von Wildfire.
1985 wurde die Gruppe The Sweet nach einer kurz vorher erfolgten Auflösung von Andy Scott und Mick Tucker neu zusammengestellt, wobei auch Paul Day zur Besetzung gehörte. Er nahm 1986 im Marquee Club in London mit der Band ein Livealbum auf. Die Besetzung war dort: Andy Scott – Gitarre, Gesang; Mick Tucker – Schlagzeug, Gesang; Paul Mario Day – Gesang; Phil Lanzon – Keyboards, Gesang; Mal McNulty – Bass, Gesang.
Er lebte ab 1986 in Newcastle (New South Wales) in Australien und war der Sänger der Bands Crimson Lake und Defaced, und hat mit Crimson Lake eine titellose EP herausgebracht. Später betätigte er sich als Gastsänger bei der australischen Band Buffalow Crows, die dem Genre Progressive Metal zugerechnet wird, aber Days NWOBHM-Stil nach eigenen Angaben schätzte. Unter anderem ist er auf dem Album Bovonic Empire zu hören.
Paul Day erlag im Juli 2025 im Alter von 69 Jahren einem Krebsleiden.

## Aufnahmen mit Paul Day

### More
erschienen bei Atlantic:
- Warhead, 1981
- Blood & Thunder, 1982
- Fire (Single), 1981
- We Are the Band, 1981
- Trickster (Single), 1982

### Wildfire
erschienen bei Mausoleum Records:
- Brute Force and Ignorance, 1983
- Summer Lightning, 1983
- Jerusalem (Single), 1984
- Nothing Lasts Forever, 1984

### The Sweet
- Konzert im Marquee

→ erschienen auch als Album Live at the Marquee (Livealbum – 1989)

### Crimson Lake
- Crimzon Lake (CD, EP), Not on Label (Crimzon Lake), 2011[21]

### Buffalo Crows
- Buffalo Crows – Defenders, auf ‚Bovonic Empires‘

## Kompilationen
- Brute Force and Ignorance + Summer Lightning (2xCD, Comp), Golden Core, 2020[19]
- Guilty; Various – Cart & Horses The Birthplace of Iron Maiden – Wasted Year 2020 (CD, Comp); Not on Label; 2021[14]